# 이프타르

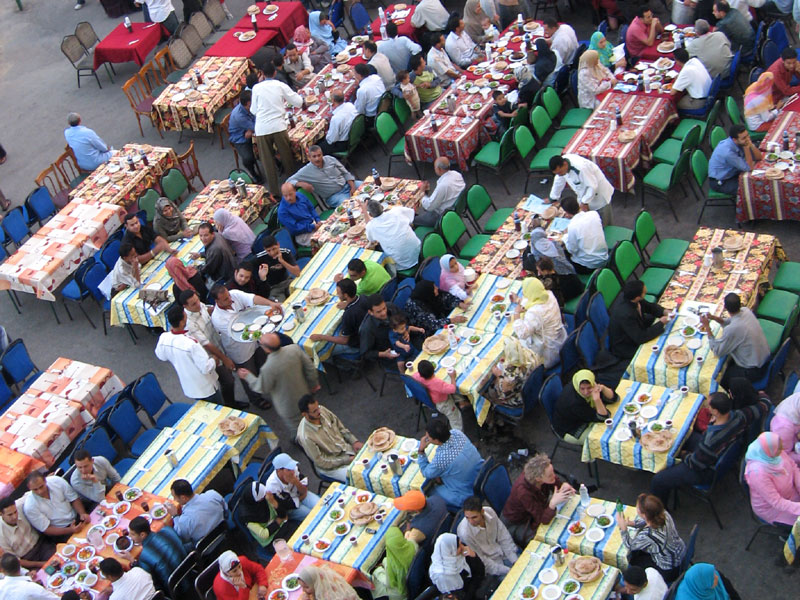
라마단 기간의 저녁 식사 모습

이프타르(아랍어: إفطار)는 라마단 기간 해질녘에 무슬림이 먹는 저녁 식사의 통칭이다. 이는 라마단에서 관찰되는 것들 중 하나로서 무슬림들이 사움을 함께 지는 과정에서 이루어지는 경우가 있다.

## 같이 보기
- 이드 알피트르